# Асгардия
Асгардия (англ. Asgardia, или Asgardia — The space nation, или Space Kingdom of Asgardia — рус. Асгардия — Космическая нация / Космическое Королевство Асгардия) — создаваемое в космосе государство и нация, рассматриваемое основателями в качестве свободного от существующих стран, фактически являющегося цифровым государством. Заявленной стратегической задачей Асгардии является обеспечение выживания человечества вне Земли и, в связи с этим, создание условий для рождения первого ребёнка в космосе.
Основатель Аэрокосмического международного исследовательского центра Игорь Ашурбейли объявил о намерении создать Асгардию 12 октября 2016 года. 12 ноября 2017 года Асгардия запустила свой первый спутник.

## История
О создании государства Асгардия было объявлено 12 октября 2016 года, когда была провозглашена цель проекта — создание государства, которое будет располагаться в открытом космосе и при этом будет независимым от существующих сейчас государств. В настоящее время космическое право таково, что разрешение на любую деятельность в космосе выдаётся существующими правительствами, которые также её контролируют. Это распространяется в том числе и на неправительственные организации (как коммерческие, так и некоммерческие). Асгардия создана для того, чтобы избежать жёстких ограничений, которые налагаются нынешней правовой системой. «Асгардия» была выбрана в качестве ссылки на один из девяти миров скандинавской мифологии — тот, что был заселён богами.
Жителям Земли было предложено зарегистрироваться для получения гражданства для того, чтобы впоследствии Асгардия могла обратиться в ООН с предложением признания государства. Менее чем за два дня было получено более 100 000 заявлений, а в течение трёх недель это число достигло 500 000.
По состоянию на 17 марта 2025 года, по официальной информации общее количество асгардианцев составляет 1 120 919 человека из 234 юрисдикций, из которых 18 861 человек является официальным резидентом Асгардии.
Проект инициирован российским учёным и бизнесменом Игорем Ашурбейли, являющимся основателем Аэрокосмического международного исследовательского центра. При этом проект работает при поддержке ряда международных экспертов по космосу. Во время подачи заявки на членство люди должны подтверждать, что Игорь Ашурбейли является «Главой нации» (англ. Head of Nation). В 2017 году прошли выборы в Парламент и Асгардия перешла на демократическую систему. Официально государство называется Space Kingdom of Asgardia (рус. Космическое Королевство Асгардия).

### В космосе
12 ноября 2017 года Асгардия запустила свой первый спутник — «Асгардия-1». Запуск осуществлен ракетой Antares с космодрома Уоллопс, США. Информация о стоимости не является общеизвестной, NanoRacks сообщили, что подобные проекты стоят порядка 700 000 долларов США.
Это спутник CubeSat с названием Asgardia-1 имеет размер 10×10×20 см и массу 2,8 кг, изготовление и развёртывание на орбите выполняется NanoRacks. Данный наноспутник является файловым хранилищем, в которое загружена личная информация асгардианцев. Данные могут загружаться посредством спутниковой сети Globalstar. Изначально проект пытались реализовать в России, но так как «это никому не было интересно» в течение года, то работа началась с американскими компаниями. Тот факт, что данная деятельность происходит в космосе и система развёртывается американскими компаниями в миссии, финансируемой НАСА, означает, что спутник попадает под юрисдикцию США. Асгардия ранее декларировала намерения сотрудничать с государствами, которые не подписали Договор по космосу, например, с Эфиопией или Кенией, в надежде обойти ограничения договора, касающихся существующих государств, которые могут претендовать на территории в космосе. Ожидается, что срок службы спутника «Асгардия-1» составит 5 лет до момента схода с орбиты, после чего он сгорит.
Ашурбейли часто называют миллиардером, и он заявляет, что он несёт исключительную ответственность за финансирование Асгардии. В ноябре 2018 года в Асгардии был введен «гражданский сбор» в размере 100 Евро с одного человека на год. В будущем проект намереваются перевести на самостоятельное финансирование. Саид Мостешар из Лондонского института космической политики и права считает, что это говорит о том, что у Асгардии нет надёжного бизнес-плана. В то же время Асгардия официально опубликовала развернутый и долгосрочный план развития, подробно описывающий этапы развития наземной инфраструктуры Асгардии и её космического сегмента.
Согласно планам Асгардии, в конце концов в космосе должны появиться колонии землян. Мероприятие ожидается дорогостоящим: например, МКС стоит 100 млрд долларов, а полёты на неё обходятся более 40 млн долларов за запуск. Асгардию сравнивают с проблемным проектом Mars One, целью которого является создание постоянной колонии на Марсе. Организаторы Асгардии отмечают, что создание небольшой нации на орбите намного проще, нежели колонизация далёкого Марса. Другими предлагаемыми целями в будущем включают в себя защиту Земли от астероидов и выбросов корональных масс, а также освоение Луны.

### Рождение ребёнка в космосе
В 2019 году в программу развития Асгардии был включен пункт о создании условий для рождения ребёнка в космосе. Достигнув этой цели, по мнению основателя и главного идеолога Асгардии Игоря Ашурбейли, человечество гарантирует свое выживание как вида в случае планетарной катастрофы.
Историческое заявление о том, что рождение ребёнка в космосе сделает человечество независимым от Земли и позволит гарантировать бесконечное продолжение человеческого рода Игорь Ашурбейли сделал в завершающий день Первого Конгресса Руководящего состава Асгардии
«Рождение первого ребёнка в космосе будет означать шанс для человечества получить независимость от своей родины — планеты Земля — и продолжить вечное существование человеческого рода», — заявил глава Нации 12 апреля в Вене.
Асгардия планирует осуществить первое рождение человека вне Земли в течение ближайших 25 лет. Различным научным и практическим аспектам рождения первого человека в космосе был посвящен Первый Научно-Инвестиционный Конгресс Асгардии, проходивший с 14 по 16 октября 2019 года в Дармштадте.

## Государственное строительство
По мнению создателей Асгардии, представление об объединении людей по проживанию на некоторой территории устарело. Имеющиеся законы требуют регистрации практически в обязательном порядке, но при этом ничего не говорится о том, где должна находиться рассматриваемая территория, в том числе что именно на Земле. Соответственно, замысел Асгардии состоит в создании базовой орбитальной инфраструктуры, и далее это станет формальным основанием нового государства. Такая орбитальная группировка рассматривается как искусственно созданная территория, а на неё можно распространить суверенитет и, в идеальном случае, добиться его признания мировым сообществом.
Изначально предполагалось, что при наличии достаточного количества запросов представители Асгардии подадут официальную заявку в ООН. Но, подробно изучив юридические вопросы, они выбрали другой вариант решения. Особенность в том, что нельзя с помощью заявки в ООН получить международное признание, так как ООН не назначает государства. Поэтому представители Асгардии решили сначала объявить свою территорию, а далее выйти на отдельные переговоры с представителями разных стран.
Конституция Асгардии предусматривает систему управления, состоящую из трех ветвей: законодательной — Парламент, исполнительной — Правительство и судебной.
Верховная власть в Асгардии принадлежит Главе Нации — основателю государства Игорю Ашурбейли. Его инаугурация состоялась 25 июня 2018 года во дворце Хофбург в Вене.
17 мая 2018 года были утверждены результаты выборов в парламент Асгардии, куда вошли 108 депутатов из 40 стран мира. Один раз в год Парламент проводит очные сессии и по нескольку раз в год — цифровые, предусматривающие удаленное общение и голосование.
Формирование правительства Асгардии (и одновременно утверждение глав парламентских комитетов) была завершено 12 апреля 2019 года в Вене в ходе Первого Конгресса Руководящего состава Асгардии.
В результате в Асгардии существуют 12 министерств и 12 аналогичных по направлению деятельности парламентских комитетов.
Министерства Асгардии:
Министерство информации и коммуникаций, министр Лена Де Винне
Министерство юстиции, министр Маркус Гронбах
Министерство иностранных дел, министр Эрик Йонг-Джинг Ли
Министерство активов и ресурсов, министр Яна Смелянски
Министерство по делам молодежи и образования, министр Элизабет Диаз
Министерство производства, министр Игорь Чикин
Министерство культуры, министр Олимпия де Нильо
Министерство финансов, министр Леон Шпильски
Министерство науки, министр Флорис Ваутс
Министерство гражданства, министр Рон Шехтер
Министерство торговли и коммерции, министр Стафан Кэвью
Министерство безопасности и охраны, министр Филип Эплби
Парламентские комитеты Асгардии:
Комитет по информации и коммуникациям, председатель Деннис Шумейкер
Комитет по иностранным делам, председатель Найджел Эванс
Комитет по активам и ресурсам, председатель Александр Альшванг
Комитет по делам молодежи и образованию, председатель Борис Беренфельд
Комитет по делам производства, председатель Фернандо Хименес Мотте
Комитет по культуре, председатель Ирина Никитина
Комитет по финансам, председатель Александр Рыжый
Комитет по науке, председатель Лука Сориссо Вальво
Комитет по вопросам гражданства, председатель Бенджамин Делл
Комитет по вопросам безопасности, председатель Кристина Болер
Комитет по вопросам юстиции, председатель Сотириос Александрос Музакитис
Комитет по коммерции и торговле, председатель Джон Файн
Верховный судья Асгардии — Чжао Юнь.

## Государственная символика Асгардии
28 января Глава Нации утвердил основные государственные символы Асгардии — флаг, герб и гимн.
Флаг Асгардии символизирует место Космической Нации в Солнечной системе. Ярко-жёлтый круг в центре представляет собой солнце, расположенное на тёмно-синем фоне неба. Девять жёлтых орбит символизируют девять планет Солнечной системы. Три белые внешние орбиты символизируют бесконечные возможности человечества в космосе, открытия, которые ещё предстоит сделать, и роль Асгардии в этих свершениях.
Герб Асгардии символизирует единство всех асгардианцев на Земле и за её пределами. Золотой круг у основания — Солнце — является центром нашей Солнечной системы, фундаментом роста и процветания всех асгардианцев из всех земных стран. Вокруг него написан девиз Асгардии: Одно человечество — одно единство. Герб увенчан короной — символом конституционной монархии.
Гимн Асгардии Слова и музыка гимна Асгардии были написаны известным немецким композитором Михаэлем Клубертанцем. «Я написал текст и музыку этого гимна, узнав об Асгардии, с энтузиазмом восприняв многообразие и инклюзивность идеи космической нации», — объяснил он. «Я хотел создать позитивную лёгкую в запоминании пьесу. Пусть это будет антинационалистическое, антимилитаристское и в значительной степени прочеловеческое произведение, избегающее подводных камней многих других национальных гимнов».

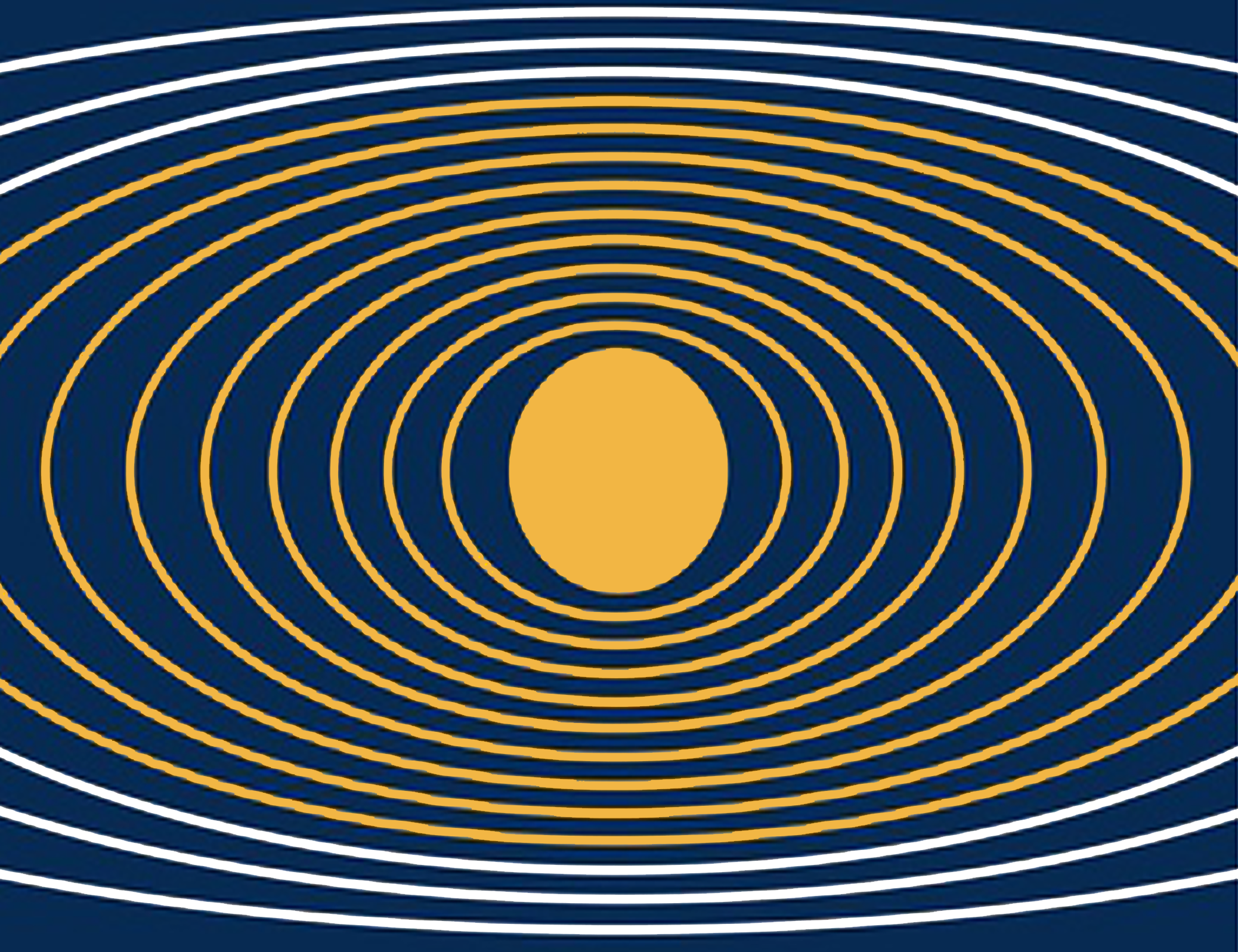
Флаг Асгардии

## Правовые аспекты

### В истории
Была как минимум одна попытка создать независимое государство в космосе — это Nation of Celestial Space (с англ. — «Народ небесного пространства»), также известная под названием Селестия — было основано в 1949 году Джеймсом Манганом и претендовало на всё космическое пространство. Создатель данного образования запретил ядерные испытания в атмосфере и отправил ноты протеста мировым державам на их посягательство на его территорию, но был проигнорирован как правительствами, так и ООН. Однако в современном мире Асгардия обладает лучшими как организационными, так и финансовыми возможностями, а её спутник создаёт физическое присутствие в космосе.

### Признание и территориальные требования
Рам Джаху, директор Института авиационного и космического права Университета Макгилла и юридический эксперт Асгардии, считает, что она сможет выполнить три из четырёх пунктов, которые требуются в ООН при рассмотрении вопроса о том, является ли государство государством. Это граждане, правительство и территория, под которой подразумевается жилой космический корабль. Далее, Джаху считает, что если достижение согласия по четвёртому пункту, выражающегося в признании со стороны государств-членов ООН, будет достижимым, то Асгардия сможет подать заявку на членство в ООН. Затем Совету Безопасности необходимо будет утвердить заявление, как и двум третям членов Генеральной Ассамблеи.
Действующее международное право запрещает требования государств о суверенитете небесных тел в космосе. Так, в статье VIII Договора о космосе отмечается, что государство, которое запускает космический объект, сохраняет юрисдикцию и контроль над ним. Саид Мостешар из Лондонского института космической политики и права сообщает: «Договор о космосе …, принятый всеми, очень чётко говорит о том, что никакая часть космического пространства не может быть присвоена никаким государством». Мостешар предположил, что перспектива признания Асгардии без территории под самоуправлением, то есть с присутствующими гражданами, маловероятна.
Джоан Габринович, эксперт в области космического права и профессор Школы права Пекинского института технологий, считает, что у Асгардии возникнут проблемы с получением признания как нации. Она отмечает, что существует «множество объектов на Земле, статус которых как независимой страны долгое время является предметом спора. Разумно ожидать, что статус незаселённого объекта, который не находится на Земле, будет оспариваться».
Кристофер Ньюман, эксперт по космическому праву в Университете Сандерленда Великобритании подчёркивает, что Асгардия пытается добиться «полного повторного пересмотра существующего космического права» и ожидает, что проект столкнётся с серьёзными препятствиями во время получения признания ООН и решения юридических вопросов. Договор о космосе требует, чтобы страна, запускающая любой объект в космос, несла ответственность за запуск, и в это входит любой ущерб, который может быть в результате него причинён.
Ситуация с Асгардией сравнивается с виртуальным государством Силенд, создатель которого занял заброшенную британскую военно-морскую платформу ПВО времён Второй мировой войны расположенную за пределами территориальных вод Великобритании, и заявил о создании на ней «нового государства». Министр информации и коммуникаций Асгардии Лена де Винне отмечает, что в отличие от Силенда, они начали с философской проблемы, далее делается переход к юридической, и в конце к техническому решению вопроса.
По мнению редакции журнала «Популярная механика», многие профессиональные юристы не видят формальных препятствий в реализации замыслов Асгардии. Так, Марк Сандал из Юридического колледжа Кливленда — Маршалла сравнил космическое государство с Диким Западом, законы которого придумывались на лету. Так же редакция отмечает, что некоторые государства (в том числе СССР) были созданы приблизительно таким же «явочным порядком». Их основатели сначала объявили суверенитет на определённой территории, а признание было получено позднее, после многолетних и часто трудных переговоров.

### Информационная безопасность данных
Так как Асгардия хранит данные частных лиц, то у неё могут возникнуть юридические и этические проблемы. Первый спутник подпадает под юрисдикцию США, так как запускается американскими компаниями, и соответственно данные, хранящиеся на спутнике, попадают под действие законов США о конфиденциальности.
Так как выводимый спутник будет фактически сервером с данными, а в дальнейшем вне юрисдикции наземных стран с доступом из любой точки Земли, то такое обстоятельство смутило спецслужбы стран и борцов с пиратством. Представители Асгардии здесь отмечают, что они стремятся к «созданию правовой системы космического уровня, а не к нарушению правовой системы Земли».